# Winzer (Niederbayern)
Winzer este o comună-târg din districtul Deggendorf, regiunea administrativă Bavaria Inferioară, landul Bavaria, Germania.